# Boracay
Boracay ist eine zu den Philippinen gehörende, nordwestlich von Panay gelegene Insel. Sie ist knapp zehn Quadratkilometer groß. Ihre Einwohner verteilen sich über die drei Baranggays (Ortschaften) Balabag, Manoc-Manoc und Yapak. Seit 1956 gehört Boracay zur neu gebildeten Provinz Aklan.

## Geographie

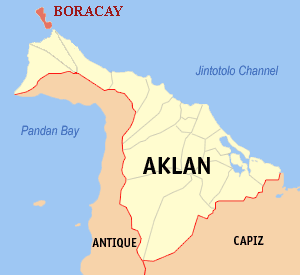
Lage der Insel Boracay

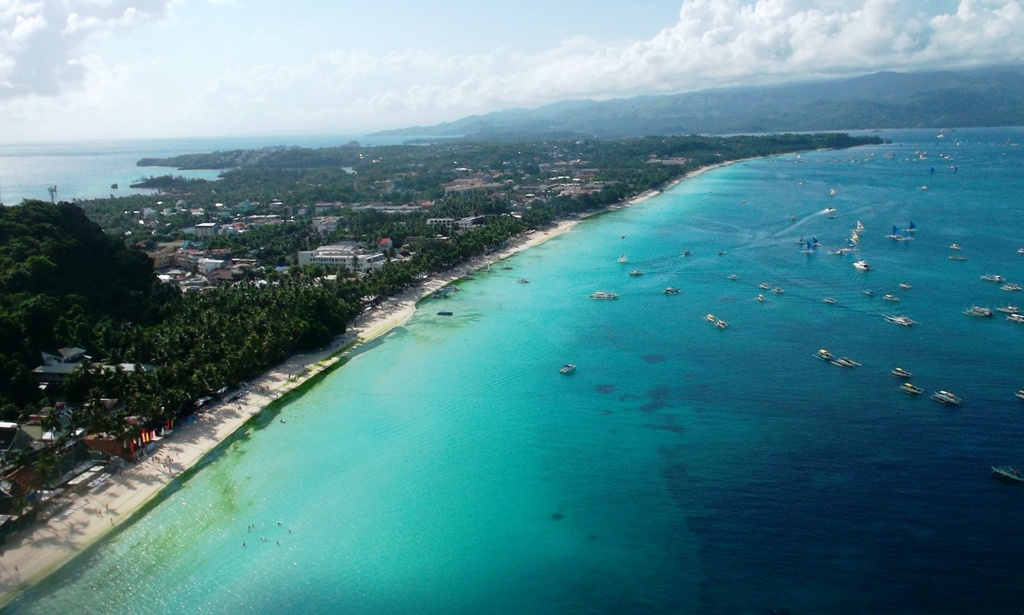
Boracay White Beach, im Hintergrund Panay

Boracay ist eine kleine von Panay nur 750 Meter nordwestlich vorgelagerte Insel in der philippinischen Provinz Aklan. Zwischen Panay und Boracay verläuft die Tabonstraße (Meeresstraße). Im Norden Panays liegt mit dem Kalibo Airport ein größerer Flughafen für die Anreise in das Touristengebiet von Boracay. Näher bei Boracay befindet sich der kleinere Godofredo P. Ramos Airport im Städtchen Caticlan. Der Flughafen ist ca. 500 m vom Hafen entfernt.
Die Lage der Insel in den niederen tropischen Breiten und der Einfluss der umgebenden Meere bewirken über das Jahr eine ausgeglichene Temperatur von rund 26 °C mit nur geringen Schwankungen. Von Mai bis November fallen die meisten Niederschläge mit dem Südwest-Monsun. Von August bis Oktober ziehen häufig Taifune über die Mitte und den Norden der Philippinen. In den Monaten November bis April weht der Nord-Ost-Passat mit wenig Niederschlag.
Höchste Erhebung ist der Mount Luho mit 113 Metern.

### Verwaltung
Boracay ist Teil der Gemeinde Malay, die überwiegend auf Panay liegt. Drei der insgesamt 17 Barangays der Gemeinde liegen auf Boracay, darunter aber die beiden bevölkerungsreichsten, so dass die Insel mit 32.267 Einwohnern über 60 Prozent der Gemeindebevölkerung von 52.973 aufweist (Einwohnerzahlen von 2015). Die Barangays von Nord nach Süd:
- Yapak (5.161)
- Balabag (12.296)
- Manoc-Manoc (14.810)

### Flora und Fauna
In der Provinz Aklan wächst die Blume Ylang-Ylang. Am Strand von Yapak und in den nahegelegenen Höhlen leben Flughunde. Im Meer vor Yapak an der Nordwestseite leben Silberspitzenhaie sowie andere Großfische.

### Klima
Die durchschnittliche Tageshöchsttemperatur liegt das gesamte Jahr über 29 Grad Celsius. Die Regenzeit dauert von Juni bis November. Die besten Monate für gutes Wetter in Boracay sind März und April.
|                       | Jan   | Feb  | Mär  | Apr  | Mai   | Jun   | Jul   | Aug   | Sep   | Okt   | Nov   | Dez   |   |      |
| Mittl. Tagesmax. (°C) | 29,4  | 29,7 | 31,2 | 32,4 | 32,5  | 31,6  | 31,4  | 31,3  | 30,5  | 30,9  | 30,7  | 29,5  | ⌀ | 30,9 |
| Mittl. Tagesmin. (°C) | 23,2  | 23,5 | 24,4 | 24,5 | 25,1  | 24,7  | 24,5  | 24,4  | 24,3  | 24,4  | 24,2  | 23,6  | ⌀ | 24,2 |
|                       |       |      |      |      |       |       |       |       |       |       |       |       |   |      |
| Niederschlag (mm)     | 117,0 | 58,0 | 52,0 | 61,0 | 194,0 | 352,0 | 431,0 | 464,0 | 345,0 | 359,0 | 286,0 | 211,0 | Σ | 2930 |
|                       |       |      |      |      |       |       |       |       |       |       |       |       |   |      |
| Sonnenstunden (h/d)   | 7,0   | 8,0  | 8,0  | 9,0  | 8,0   | 8,0   | 7,0   | 7,0   | 6,0   | 6,0   | 6,0   | 7,0   | ⌀ | 7,2  |
|                       |       |      |      |      |       |       |       |       |       |       |       |       |   |      |
| Regentage (d)         | 9     | 6    | 5    | 5    | 10    | 18    | 20    | 19    | 18    | 18    | 14    | 12    | Σ | 154  |
|                       |       |      |      |      |       |       |       |       |       |       |       |       |   |      |
| Wassertemperatur (°C) | 28    | 28   | 28   | 28   | 30    | 30    | 30    | 30    | 30    | 29    | 28    | 28    | ⌀ | 28,9 |

| 23,2 |

| 23,5 |

| 24,4 |

| 24,5 |

| 25,1 |

| 24,7 |

| 24,5 |

| 24,4 |

| 24,3 |

| 24,4 |

| 24,2 |

| 23,6 |

| 23,2 |

| 23,5 |

| 24,4 |

| 24,5 |

| 25,1 |

| 24,7 |

| 24,5 |

| 24,4 |

| 24,3 |

| 24,4 |

| 24,2 |

| 23,6 |

## Tourismus
Der ca. 3,5 km lange White Beach, Diniwid Beach an der Westseite und die Nachbarinsel Crocodile Island sind touristische Attraktionen. Die Insel ist für Taucher geeignet. Üppige Korallenriffe und Großfische ermöglichen interessante Tauchgänge. In den Monaten November bis April weht der Nord-Ost-Passat, der am Bulabog-Beach an der Ostseite der Insel Kite- oder Windsurfen ermöglicht.
Die weitläufige Bucht misst bis ca. 600 m gen Horizont und besitzt eine Wassertiefe von 70 bis 100 cm. Neben Tauchen, Golfen und Segeln sind am White Beach sämtliche Wassersportarten wie Banana-Boot, Jetski, Wakeboarden oder Schnorcheln möglich.
Aufgrund der unzähligen Restaurants, Bars und Diskotheken, die jeden Tag bis spät in die Nacht geöffnet sind, kommen viele Party-Touristen auf die Insel. Von Zeit zu Zeit besuchen die Passagiere von Kreuzfahrtschiffen den White Beach.

### Renovierung und neue Regeln für die Tourismusindustrie ab 2018
Auswärtigen und Touristen wurde vom 26. April bis 15. Oktober 2018 der Zutritt auf die Insel verwehrt. Grund dafür war der Wildwuchs der Urlaubsindustrie, unter dem das tropische Paradies zusammenzubrechen droht: illegale Bauten, vermüllte Küstenabschnitte und Abwasser, das direkt ins Meer geleitet wird. Boracay sei zur Kloake verkommen, klagte der für seine Direktheit bekannte Präsident Rodrigo Duterte. „Das Meer riecht nach Scheiße“, fügte er unverblümt hinzu.
Seit der Wiedereröffnung der Insel gelten für die Inseln neue Regeln. Unter anderem:
- Liegestühle, Sonnenschirme, Alkohol, Essen und Rauchen am Strand sind streng verboten.
- Boracay kann nur mit entsprechender Hotelbuchung betreten und nur über den Südhafen („Jettyport“) der Insel mit zugelassenen Booten angefahren bzw. verlassen werden.
- Souvenir-Läden am White Beach sind geschlossen, fliegende Händler nicht erwünscht.
- Spanferkelgrillen ist in der Nähe der Strände untersagt.

## Einwohner
Die Einwohnerzahl beläuft sich auf 32.267 auf der gesamten Insel (August 2018), davon 12.296 in Balabag 14.810 in Manoc-Manoc und 5.161 in Yapak. Im Jahr 2010 waren es dagegen nur 28.369 Menschen auf der Insel. Einheimische, Auswanderer und Touristen zusammengezählt, halten sich etwa 30.000 Menschen ständig auf der Insel auf.
Die am häufigsten gesprochenen Sprachen sind Tagalog, Cebuano bzw. Aklanon, außerdem wird Englisch von fast jedem verstanden. Arbeitsmöglichkeiten beschränken sich hauptsächlich auf den Tourismus und umfassen unter anderem Hotel- und Restaurantdienstleistungen sowie in geringem Ausmaß traditionelle Fischerei.

## Infrastruktur
Seit 1991 gibt es Strom auf Boracay. In letzter Zeit wurden Straßen und ein neues Polizeirevier gebaut. Es gibt Ärzte, ein medizinisches Zentrum und ein Krankenhaus.
An Einkaufsmöglichkeiten gibt es einen kleinen Markt, den Talipapa, sowie einen neueren, moderneren Markt, den De Mall. Im Touristcenter ist ebenfalls eine Einkaufsmöglichkeit und auf Boracay überall verteilt sind zahllose Stände mit unterschiedlichstem Angebot. Auch ein Kaufhaus, das Crafts, und ein großer Supermarkt, der Budgetmarkt, sind verfügbar. Fast auf der gesamten Länge des White Beach sind Restaurants und Hotels verfügbar. Das Mobilfunknetz ist ebenfalls gut ausgebaut.
Der Flughafen Boracay (Kennung MPH, auch genannt Godofredo P. Ramos Airport) befindet sich auf der Nachbarinsel Caticlan. Von dort beträgt die Flugzeit nach Manila und Cebu jeweils etwa eine Stunde.